# Mathematische Linguistik
Mathematische Linguistik ist eine Sammelbezeichnung für die linguistischen Disziplinen und Methoden, die mathematische Verfahren einsetzen. Das geschieht teils, um die Beschreibung von Sprachstrukturen und -entwicklungen zu präzisieren, darüber hinaus aber auch, um die Möglichkeiten der Mathematik zu nutzen, damit mathematische Verfahren für unterschiedliche Zwecke wie die Modellierung sprachlicher Systeme und die Entwicklung und Überprüfung von Gesetzeshypothesen eingesetzt werden können. Nicht zuletzt erfolgt im Rahmen der mathematischen Linguistik die für die automatische Sprachverarbeitung mit Computern notwendige Formalisierung linguistischer Erkenntnisse.

## Gebiete und Nachbardisziplinen der mathematischen Linguistik
Zur mathematischen Linguistik sind die folgenden Spezialdisziplinen zu zählen:
- Algebraische Linguistik
- Sprachstatistik
- theoretische Computerlinguistik

Nachbar- und Teildisziplinen der mathematischen Linguistik mit teilweise gemeinsamen Forschungsinteressen und -verfahren:
- Quantitative Linguistik
- Korpuslinguistik
- Informationsästhetik
- Informationstheorie
- Syntaxtheorie
- Formale Semantik

Perspektiven der Behandlung geisteswissenschaftlicher Themen mit den Mitteln der Mathematik zeigt Radbruch auf, wobei er auf die Erforschung der Sprache, der Literatur, Religion, Musik, Geschichte, des Rechts und der Philosophie eingeht.